# Hoffmannia stenocarpa
Hoffmannia stenocarpa är en måreväxtart som beskrevs av Julian Alfred Steyermark. Hoffmannia stenocarpa ingår i släktet Hoffmannia och familjen måreväxter. Inga underarter finns listade i Catalogue of Life.